# Automolis hewitti
Automolis hewitti là một loài bướm đêm thuộc phân họ Arctiinae, họ Erebidae.